# Långegölen (Näshults socken, Småland)
Långegölen är en sjö i Vetlanda kommun i Småland och ingår i Emåns huvudavrinningsområde. Sjön är 6,1 meter djup, har en yta på 0,021 kvadratkilometer och befinner sig 203 meter över havet.